# Frank Schätzing
Frank Schätzing (Köln, 28. svibnja, 1957.), je njemački pisac, najpoznatiji po svom bestselleru Roj,  znanstveno fantastičnom romanu iz 2004. godine.

## Životopis
Schätzing je rođen u Kölnu, a studirao je komunikacijske znanosti. Kasnije je osnovao reklamnu agenciju, INTEVI, sa sjedištem u Kölnu. Schätzing postaje pisac 1990., napisavši nekoliko romana. Njegov prvi roman Tod und Teufel (Smrt i đavao) pripadao je povjesnom žanru, dok je drugi roman Lautlos (Nečujno) bio triler. Zadnja knjiga Granica bavi se kolonizacijom Mjeseca.
Schätzing doživljava najveći uspjeh 2004., s trilerom znanstvene fantastike  Der Schwarm (Roj ).

### Knjige
- Tod und Teufel (1995.), ISBN 3-442-45531-6
- Mordshunger (Smrtonosna glad) (1996.), ISBN 3-924491-71-2
- Die dunkle Seite (Tamna strana) (1997.), ISBN 3-924491-85-2
- Keine Angst (Bez straha) (1999.), ISBN 3-924491-88-7
- Lautlos (2000.), ISBN 3-89705-211-3
- Der Schwarm (2004.), ISBN 3-462-03374-3
- Nachrichten aus einem unbekannten Universum (Vijesti iz nepoznatog Svemira) (2006.), ISBN 3-462-03690-4
- Die tollkühnen Abenteuer der Ducks auf hoher See (Odvažne avanture patke na pučini) (2006.), ISBN 3-936384-24-X
- Limit (2009.), (Granica) ISBN 978-3-462-03704-3
- Breaking News (2014.) ISBN 978-3-462-04527-7

### Audio knjige
- Tod und Teufel (1999./2003.)
- Keine Angst (2001.)
- Der Schwarm (2004.)
- Nachrichten aus einem unbekannten Universum (2006.)

## Nagrade
- 2005. Zlatno pero za knjigu Der Schwarm
- 2005. Njemačka Science Fiction nagrada (Der Schwarm)
- 2004. "Corine" (u kategoriji beletristike)

## Vanjske poveznice
- Životopis (njem.)
- Reviews of Nachrichten aus einem unbekannten Universum, Der Schwarm, Lautlos, Die dunkle Seite, Tod und Teufel (njem.)
- Review of Der Schwarm audiobook  Arhivirana inačica izvorne stranice od 18. veljače 2021. (Wayback Machine) (njem.)
- Biography at Buchtips.net (njem.)
- Der Schwarm Službena stranica  Arhivirana inačica izvorne stranice od 6. lipnja 2019. (Wayback Machine)
- Uma Thurman buys rights to 'The Swarm'